# Les Princes d'Arclan
Les Princes d'Arclan est une série de bande dessinée fantastique écrite par  Jean-Charles Gaudin et dessinée par Laurent Sieurac avec des couleurs d'Alexe (tome 1), Thorn (Tomes 2 et 3) puis Fabien Alquier (Tome 4). Ses quatre volumes ont été publiés par Soleil entre 2004 et 2007.

## Albums
- Les Princes d'Arclan, Soleil :

1. Lekard, 2004  (ISBN 2-84565-865-6)[1].
2. Sylène, 2005  (ISBN 2-84946-060-5).
3. Olgo, 2006  (ISBN 2-84946-359-0).
4. Le Sans-Nom, 2007  (ISBN 978-2-84946-791-6)[2].

- Les Princes d'Arclan : Intégrale, Soleil, 2011  (ISBN 978-2-302-01884-6).

### Lien web
- « Les Princes d'Arclan », sur bedetheque.com.